# Скашивание (геометрия)

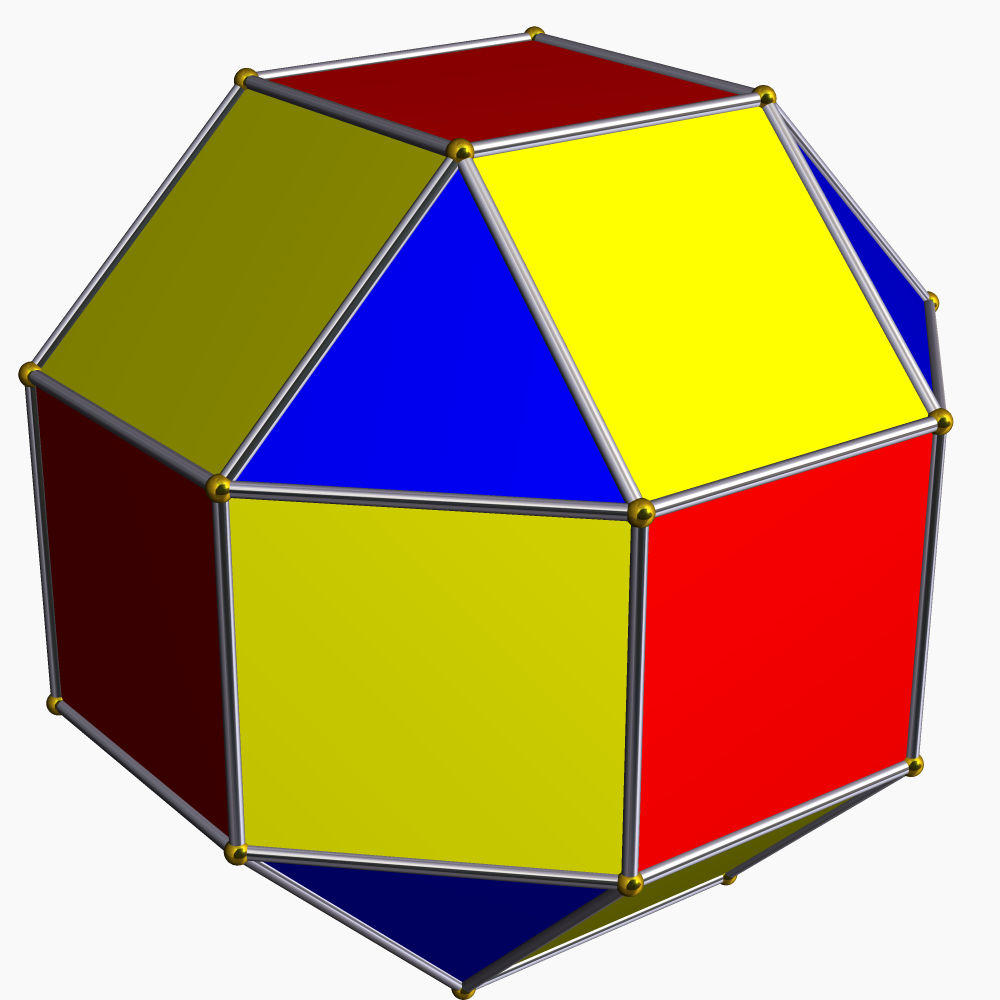
Скошенный куб — красные (исходные) грани куба уменьшились. Рёбра срезаны и образовали новые жёлтые грани. Вершины усечены с образованием синих треугольных граней.

кубические соты — фиолетовые кубы скошены. Рёбра срезаны с образованием новых синих кубических ячеек. Вершины усечены с образованием новых красных спрямлённых кубических ячеек.

Скашивание — операция в пространстве любой размерности, при которой срезаются рёбра и вершины правильного многогранника, создавая новые грани на месте каждого ребра и вершины. Операцию можно применять к правильным мозаикам и сотам. Операция также является спрямлением полного усечения многогранника.
Операция (для многогранников и мозаик) также называется расширением (согласно Стотт), поскольку эту операцию можно представить как движение граней (в сторону удаления от центра многогранника), а на месте образовавшихся щелей образуются новые грани.

## Обозначения
Операция представляется расширенным cимволом Шлефлиl t0,2{p,q,...}, или {\displaystyle r{\begin{Bmatrix}p\\q\end{Bmatrix}}}, или rr{p,q,...}.
Для многогранников операция скашивания даёт последовательность многогранников от правильного многогранника до его двойственного.

### Пример последовательности от куба до октаэдра
Для многогранников больших размерностей скашивание даёт последовательность из правильного многогранника до его полного усечения. Кубооктаэдр можно рассматривать как полное усечение, например, тетраэдра.

## Примеры многогранников и мозаик
|                           | Многогранники | Многогранники   | Многогранники          | Мозаики            | Мозаики                                   |
| Коксетер                  | rTT           | rCO             | rID                    | rQQ                | rHΔ                                       |
| Нотация Конвея            | eT            | eC = eO         | eI = eD                | eQ                 | eH = eΔ                                   |
| ------------------------- | ------------- | --------------- | ---------------------- | ------------------ | ----------------------------------------- |
| Расширенные многогранники | Тетраэдр      | Куб или Октаэдр | Икосаэдр или Додекаэдр | Квадратная мозаика | Шестиугольная мозаика Треугольная мозаика |
| Расширенные многогранники |               |                 |                        |                    |                                           |
| Рисунок                   |               |                 |                        |                    |                                           |
| Вращающиеся               |               |                 |                        |                    |                                           |

| Коксетер                  | rrt{2,3}                                      | rrs{2,6}                                             | rrCO                           | rrID                                 |
| Нотация Конвея            | eP3                                           | eA4                                                  | eaO = eaC                      | eaI = eaD                            |
| ------------------------- | --------------------------------------------- | ---------------------------------------------------- | ------------------------------ | ------------------------------------ |
| Расширенные многогранники | Треугольная призма или Треугольная бипирамида | Квадратная антипризма или Четырёхугольный трапецоэдр | Кубооктаэдр или Ромбододекаэдр | Икосододекаэдр или Ромботриаконтаэдр |
| Расширенные многогранники |                                               |                                                      |                                |                                      |
| Рисунок                   |                                               |                                                      |                                |                                      |
| Вращающиеся               |                                               |                                                      |                                |                                      |